# Cheswold
Cheswold – miasto w Stanach Zjednoczonych, w stanie Delaware, w hrabstwie Kent.